# 萊莉·斯蒂爾
雷丽·斯蒂尔（英語：Riley Steele，1987年8月26日—），是一名美國色情演員和成人模特兒，曾為數位遊樂場的專屬女星。

## 早年生活
斯蒂尔在加州的埃斯孔迪多長大。在開始成人電影事業之前，她曾經在星巴克擔任服務生，並且在高爾夫球場做過餐吧服務生，而她本人也是成人電影的忠實粉絲。

## 演藝生涯
2005年，她在好萊塢見到了自己的偶像著名色情女星杰西·简，並由後者建議進入色情電影圈，隨後與數位遊樂場簽訂專屬合約。她出演的第一部電影是2008年的加勒比女海盜2：斯塔涅蒂的報復。在這部杰西·简主演的史上耗資最大之一的成人影片當中，斯蒂尔雖然戲份不多，但隨著此片的火爆也以其傲人的身材和姣好的面容迅速走紅。
斯蒂爾參與主持了2011年的成人影帶新聞獎頒獎晚會。

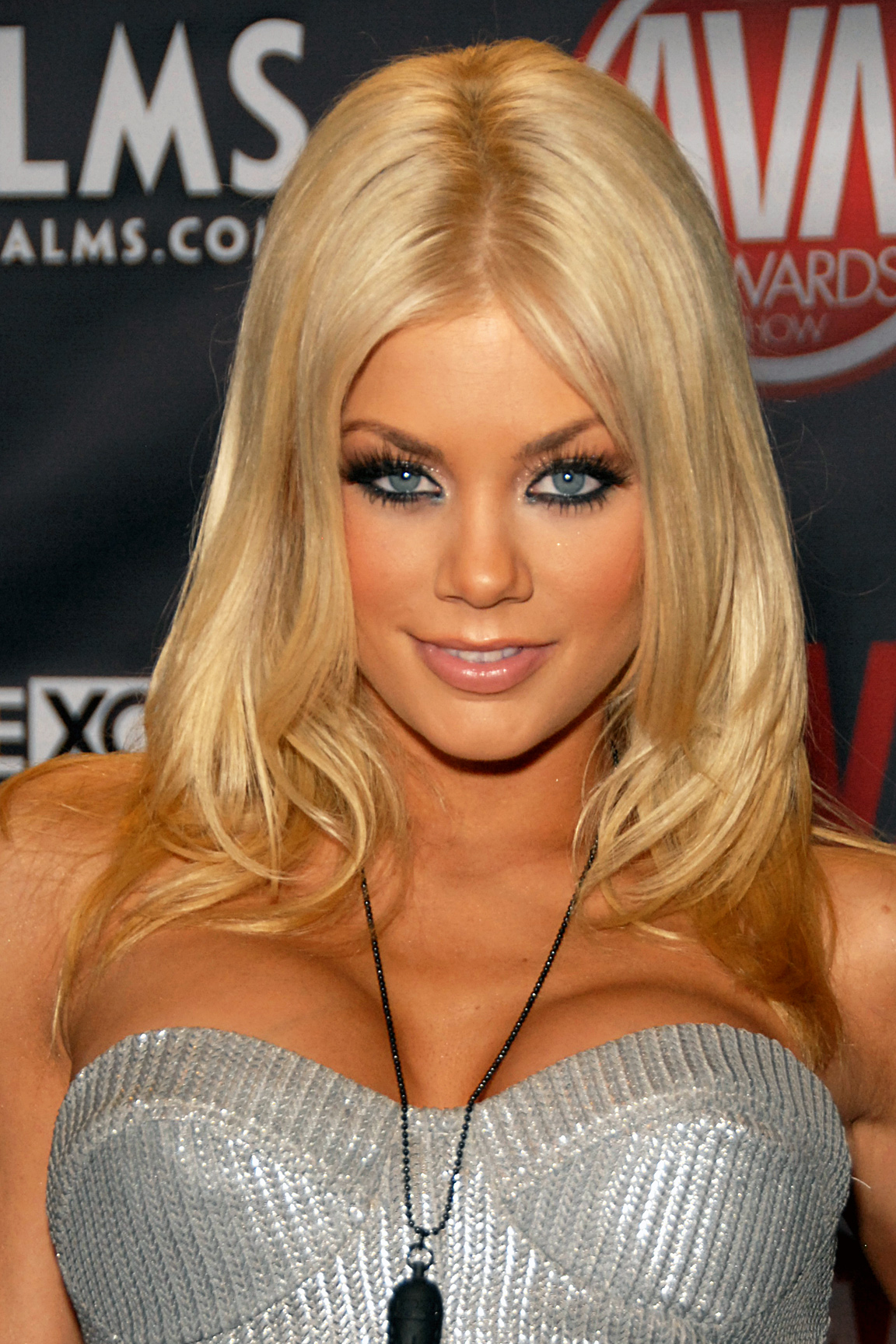
2010年1月19日，斯蒂尔出席成人影帶新聞獎頒獎典禮

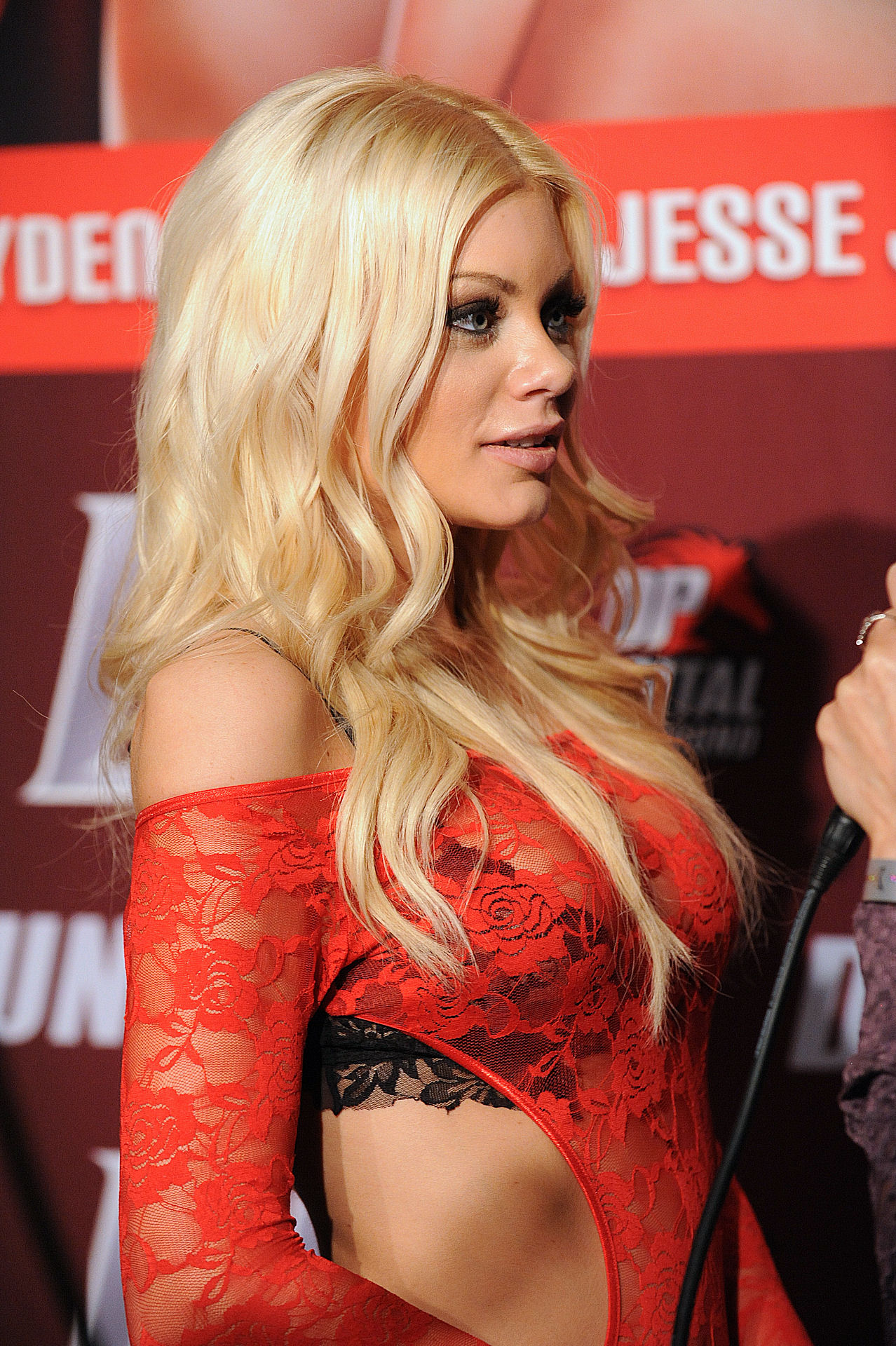
斯蒂尔在2012年AVN成人娛樂博覽會上

### 主流電影
2010年，斯蒂尔在恐怖喜劇電影《食人魚3D》當中扮演了一個小角色。2011年，她也在《頂級生活》、《反恐也瘋狂》等電視劇集中有出現。2012年，她在午夜情色劇集《女孩墮落手冊》飾演配角凱莉。

## 獲獎情況
- 2011年 成人影帶新聞獎 – 最佳全女性群交場景– Body Heat[15]
- 2011年 成人影帶新聞獎（影迷評選獎）– 最狂野性愛場景– Body Heat[15]
- 2011年 成人影帶新聞獎 – 年度跨界明星（參與主流電影演出）[15]
- 2011年 成人產業獎（英语：XBIZ Award）– 年度跨界明星[16]
- 2012年 成人影帶新聞獎（粉絲獎）  – 最佳身材、最喜愛的色情明星、最激情的性愛場景、 Twitter女王[17][18]
- 2012年 夜遊成人娛樂獎（英语：NightMoves Award）（粉絲選擇）– 最佳整體身材[19]
- 2013年 成人產業獎– 最佳場景 – In Riley's Panties[20]
- 2013年 成人產業獎– 最佳場景（全女性）– Mothers & Daughters[20]
- 2013年 RogReviews Award – 最喜愛的女演員
- 2013年 成人影帶新聞獎 – 最佳身材[21]
- 2013年 成人影帶新聞獎 – 最喜愛的色情明星[21]

## 主要作品
- 7 Minutes in Heaven (2012)
- New Dad in Town (2012)
- Escort (2012)
- In Riley's Panties (2012)
- Fighters (2011)
- Riley Steele - Watching You Episode 2 (2011)
- The Masseuse 4 (2011)
- Tara's Titties (2011)
- Babysitters 2 (2011)
- Cherry 2 (2011)
- Assassins (2011)
- Cherry (2011)
- Top Guns (2011)
- Riley Steele - Lights Out (2011)
- The Masseuse (2011)
- Strip for Me (2010)
- Riley Steele - Roommates (2010)
- Teenlicious (2010)
- Body Heat (2010)
- Riley Steele - Bar Pussy (2010)
- Strict Machine (2010)
- The Smiths (2010)
- That's My Girl (2010)
- Digital Playground's Bad Girls 3 (2010)
- Riley Steele - So Fine (2010)
- Fly Girls (2010)
- Digital Playground's Bad Girls 2 (2009)
- Riley Steele - Honey (2009)
- Teachers (2009)
- Jack's Teen America 23 (2009)
- Jack's POV 14 (2009)
- Riley Steele - Scream (2009)
- Riley Steele - Chic (2009)
- Riley Steele - Perfect Pet (2009)
- Nurses (2009)
- Riley Steele - Love Fool (2009)
- Pirates II Stagnetti's Revenge (2008)

## 外部連結
- 官方网站
- 雷丽·斯蒂尔的X（前Twitter）
- 雷丽·斯蒂尔在網際網路成人電影資料庫
- 成人電影資料庫上雷丽·斯蒂尔的资料（英文）
- 雷丽·斯蒂尔在互联网电影资料库（IMDb）上的資料（英文）
- 食人魚3D 雷丽·斯蒂尔專訪 （页面存档备份，存于） - TheGATE.ca
- 食人魚3D 雷丽·斯蒂尔專訪 - Mediasearch